# 木下俊能
木下 俊能（きのした としよし）は、豊後日出藩8代藩主。官位は従五位下、式部少輔

## 経歴
寛保元年（1741年）、先代藩主で兄の俊監が死去したため、その跡を継いだ。寛延元年（1748年）8月30日に日出で死去し、跡を弟の俊泰が継いだ。法号は心亮院殿閑清浄安。墓所は速見郡日出町の松屋寺。

## 系譜
父母
- 木下俊量（実父）
- 中村氏 - 側室（実母）
- 木下俊監（養父）

養子
- 木下俊泰 - 実弟